# DEV-O Live
DEV-O LIVE es un EP en vivo (y posteriormente álbum en vivo) de la banda New Wave estadounidense Devo. Fue grabado durante el tour Freedom of Choice de 1980, en el The Fox Warfield Theatre. Inicialmente fueron lanzadas solo 6 canciones en el EP en 1981.
Devo recibió constante apoyo de la radio de rock no comercial con sede en Sídney (Australia), 2JJ, una de las primeras radioemisoras fuera de Norteamérica en emitir sus canciones. En agosto de 1981 se convirtieron en un suceso comercial en Australia cuando el EP de DEV-O LIVE estuvo 3 semanas en la cima de las listas australianas. Luego, llegaron a Australia y aparecieron en el programa de televisión "Countdown".
En 2005, Rhino Handmade relanzó DEV-O LIVE en un álbum completo incluyendo el show completo en Warfield (con la excepción de "Pink Pussycat", el cual se perdió, pero que aparece en los bootlegs del show). Fue recientemente agregado a la tienda de música de iTunes, a pesar de que está incorrectamente descrito como la banda sonora del DVD de un show en 1996 (y lanzado en 2005).

## Lista de canciones del EP
1. Freedom of Choice Theme Song - 2:46
2. Whip It - 2:41
3. Girl U Want - 2:56
4. Gates of Steel - 3:17
5. Be Stiff - 2:50
6. Planet Earth - 2:32

## Lista de canciones de la reedición de 2005
1. Freedom of Choice Theme Song - 2:46
2. Whip It - 2:41
3. Girl U Want - 2:56
4. Gates of Steel - 3:17
5. Be Stiff - 2:50
6. Planet Earth - 2:32
7. Freedom of Choice Theme Song - 2:46
8. Whip It - 2:41
9. Snowball - 2:42
10. It's Not Right - 2:20
11. Girl U Want - 2:56
12. Planet Earth - 2:32
13. S.I.B. (Swelling Itching Brain) - 4:06
14. Secret Agent Man - 3:17
15. Blockhead - 3:25
16. Uncontrollable Urge - 3:08
17. Mongoloid - 2:50
18. Be Stiff - 2:50
19. Gates of Steel - 3:17
20. Smart Patrol/Mr. DNA - 4:08
21. Gut Feeling/(Slap Your Mammy) - 4:12
22. Come Back Jonee - 3:19

- Nota: Las primeras 6 canciones del CD son simplemente contenidos del EP original. Estas canciones se repiten luego en el disco.